# Liste der Orte im Landkreis Aichach-Friedberg
Die Liste der Orte im Landkreis Aichach-Friedberg listet die 288 amtlich benannten Gemeindeteile (Hauptorte, Kirchdörfer, Pfarrdörfer, Dörfer, Weiler und Einöden) im Landkreis Aichach-Friedberg auf.

## Systematische Liste
Alphabet der Städte und Gemeinden mit den zugehörigen Orten.
- Adelzhausen mit 9 Gemeindeteilen:
  - Pfarrdörfer Adelzhausen und Heretshausen
  - Kirchdörfer Burgadelzhausen und Landmannsdorf
  - Dorf Irschenhofen
  - Weiler Michelau und Tremmel
  - Einöden Haunsried und Weinsbach

- Affing mit 13 Gemeindeteilen:
  - Pfarrdörfer Affing, Aulzhausen, Gebenhofen, Haunswies und Mühlhausen
  - Kirchdorf Anwalting
  - Dörfer Bergen und Miedering
  - Weiler mit Kirche Frechholzhausen und Katzenthal
  - Weiler Iglbach
  - Einöde Pfaffenzell
  - Kirche Sankt Jodok

- Stadt Aichach mit 40 Gemeindeteilen:
  - Hauptort Aichach
  - Pfarrdörfer Ecknach, Gallenbach, Griesbeckerzell, Klingen, Oberbernbach, Obermauerbach, Oberwittelsbach und Sulzbach
  - Kirchdörfer Algertshausen, Edenried, Oberschneitbach, Untermauerbach, Unterschneitbach und Walchshofen
  - Dörfer Hiesling, Hofgarten, Untergriesbach und Unterwittelsbach
  - Weiler Blumenthal, Ippertshausen, Neuhausen, Oberneul (Oberer Neulhof) und Neumühle
  - Bahnhof Aichach
  - Kapelle Aich
  - Einöden Andersbach, Eitershofen, Froschham, Gansbach, Knottenried, Matzenberg, Unterneul (Unterer Neulhof), Nisselsbach, Röckerszell, Tränkmühle, Untermühle, Wilpersberg, Windten und Wöresbach

- Markt Aindling mit 11 Gemeindeteilen:
  - Hauptort Aindling
  - Pfarrdorf Stotzard
  - Kirchdörfer Arnhofen, Binnenbach, Eisingersdorf, Hausen und Pichl
  - Dörfer Edenhausen und Gaulzhofen
  - Weiler Neßlach und Weichenberg

- Baar (Schwaben) mit 7 Gemeindeteilen:
  - Pfarrdörfer Heimpersdorf und Oberbaar
  - Weiler Lechlingszell
  - Einöden Oberperlmühle und Unterperlmühle
  - Sonstige Orte Dürnberg und Unterbaar

- Dasing mit 19 Gemeindeteilen:
  - Pfarrdörfer Dasing, Laimering, Rieden, Taiting und Wessiszell
  - Kirchdörfer Bitzenhofen, Sankt Franziskus, Tattenhausen und Zieglbach
  - Dorf Heimat
  - Weiler Lindl, Malzhausen, Neulwirth, Oberzell und Unterzell
  - Einöden Hinterholz, Hohleneich, Kreit und Latzenhausen

- Eurasburg mit 11 Gemeindeteilen:
  - Pfarrdorf Rehrosbach
  - Kirchdörfer Eurasburg und Freienried
  - Dorf Brugger
  - Weiler Ganswies, Hergertswiesen, Hinterholz, Kalteneck und Pfandlaich
  - Einöden Brand und Habermühl

- Stadt Friedberg mit 22 Gemeindeteilen:
  - Hauptort Friedberg
  - Pfarrdörfer Bachern, Derching, Haberskirch, Ottmaring, Paar, Stätzling und Wulfertshausen
  - Kirchdörfer Harthausen, Hügelshart, Rederzhausen, Rinnenthal, Rohrbach und Wiffertshausen
  - Dorf Heimatshausen
  - Siedlung Dickelsmoor
  - Weiler Bestihof, Gagers, Griesbachmühle und Rettenberg
  - Einöden Ottoried und Wittenberg

- Hollenbach mit 7 Gemeindeteilen:
  - Pfarrdörfer Hollenbach und Igenhausen
  - Kirchdörfer Mainbach und Schönbach
  - Dorf Motzenhofen
  - Weiler Hirschbach
  - Einöde Sankt Georg

- Markt Inchenhofen mit 11 Gemeindeteilen:
  - Hauptort Inchenhofen
  - Pfarrdorf Sainbach
  - Dörfer Oberbachern, Ried und Unterbachern
  - Weiler Ainertshofen, Ingstetten, Schönau und Taxberg
  - Einöden Arnhofen und Reifersdorf

- Kissing mit 3 Gemeindeteilen:
  - Pfarrdorf Kissing
  - Dorf Mergenthau
  - Weiler Ottomühl

- Markt Kühbach mit 17 Gemeindeteilen:
  - Hauptort Kühbach
  - Pfarrdörfer Großhausen, Unterbernbach und Unterschönbach
  - Kirchdörfer Haslangkreit, Paar, Stockensau und Winden
  - Dörfer Oberschönbach und Radersdorf
  - Weiler Mangelsdorf, Radersdorf und Rettenbach
  - Einöden Abtismühle, Mittelham, Oedmühle und Sedlhof

- Merching mit 4 Gemeindeteilen:
  - Pfarrdorf Merching
  - Kirchdörfer Hochdorf und Steinach b.Mering
  - Weiler Brunnen

- Markt Mering mit 6 Gemeindeteilen:
  - Hauptort Mering
  - Kirchdörfer Baierberg und Meringerzell
  - Siedlung Sankt Afra
  - Weiler Reifersbrunn

- Obergriesbach mit 3 Gemeindeteilen:
  - Pfarrdörfer Obergriesbach und Zahling
  - Einöde Weidach

- Petersdorf mit 9 Gemeindeteilen:
  - Pfarrdörfer Alsmoos und Willprechtszell
  - Kirchdörfer Hohenried und Petersdorf
  - Dörfer Axtbrunn, Gebersdorf und Schönleiten
  - Weiler Appertshausen
  - Einöde Indersdorf

- Markt Pöttmes mit 33 Gemeindeteilen:
  - Hauptort Pöttmes
  - Pfarrdörfer Ebenried, Echsheim, Grimolzhausen, Gundelsdorf, Handzell, Osterzhausen, Schnellmannskreuth, Schorn und Wiesenbach
  - Kirchdörfer Immendorf und Kühnhausen
  - Dörfer Au, Eiselsried, Pertenau, Reicherstein und Stuben
  - Weiler Dieß, Gumppenberg, Mandlach, Sedlbrunn und Wagesenberg
  - Einöden Abenberg, Aumühle, Batzmühle, Bleitzhof, Dießmühle, Koppenzell, Maiermühle, Neumühle, Obermühle, Sankt Othmar und Siegersberg

- Rehling mit 11 Gemeindeteilen:
  - Pfarrdorf Rehling
  - Kirchdörfer Au, Sankt Stephan und Unterach
  - Dörfer Allmering und Oberach
  - Weiler Sägmühle und Scherneck
  - Einöden Gamling, Kagering und Rohrbach

- Ried mit 14 Gemeindeteilen:
  - Pfarrdörfer Baindlkirch und Ried
  - Kirchdörfer Eismannsberg, Holzburg, Hörmannsberg und Sirchenried
  - Dörfer Asbach und Zillenberg
  - Weiler Burgstall und Glon
  - Einöden Mooshaus, Rettenbach und Riedhof
  - Wallfahrtskirche Mariazell

- Schiltberg mit 16 Gemeindeteilen:
  - Pfarrdörfer Ruppertszell und Schiltberg
  - Kirchdörfer Metzenried und Rapperzell
  - Dörfer Allenberg, Aufhausen, Gundertshausen, Höfarten und Wundersdorf
  - Weiler Bergen, Holzhausen und Kemnat
  - Einöden Frankenzell, Kühnhausen, Pranst und Thalhof

- Schmiechen mit 4 Gemeindeteilen:
  - Pfarrdorf Schmiechen
  - Kirchdorf Unterbergen
  - Weiler Plankmühle
  - Einöde Lechaumühle

- Sielenbach mit 12 Gemeindeteilen:
  - Pfarrdorf Sielenbach
  - Kirchdorf Tödtenried
  - Dorf Schafhausen
  - Weiler Raderstetten
  - Einöden Gollenhof, Heilbach, Holzgrub, Morabach, Oberhaslach, Schönberg, Unterhaslach und Unterschröttenloh

- Steindorf mit 5 Gemeindeteilen:
  - Pfarrdörfer Eresried und Steindorf
  - Kirchdorf Hausen b.Hofhegnenberg
  - Dorf Hofhegnenberg
  - Einöde Putzmühle

- Todtenweis mit 3 Gemeindeteilen:
  - Pfarrdorf Todtenweis
  - Dörfer Bach und Sand

## Alphabetische Liste
In Fettschrift erscheinen die Orte, die namengebend für die Gemeinde sind.

### A
- Abenberg zu Pöttmes
- Abtismühle zu Kühbach
- Adelzhausen
- Affing
- Aich zu Aichach
- Aichach
- Aindling
- Ainertshofen zu Inchenhofen
- Algertshausen zu Aichach
- Allenberg zu Schiltberg
- Allmering zu Rehling
- Alsmoos zu Petersdorf
- Andersbach zu Aichach
- Anwalting zu Affing
- Appertshausen zu Petersdorf
- Arnhofen zu Aindling
- Arnhofen zu Inchenhofen
- Asbach zu Ried
- Au zu Pöttmes
- Au zu Rehling
- Aufhausen zu Schiltberg
- Aulzhausen zu Affing
- Aumühle zu Pöttmes
- Axtbrunn zu Petersdorf

### B
- Bach zu Todtenweis
- Bachern zu Friedberg
- Baierberg zu Mering
- Baindlkirch zu Ried
- Batzmühle zu Pöttmes
- Bergen zu Affing
- Bergen zu Schiltberg
- Bestihof zu Friedberg
- Binnenbach zu Aindling
- Bitzenhofen zu Dasing
- Bleitzhof zu Pöttmes
- Blumenthal zu Aichach
- Brand zu Eurasburg
- Brugger zu Eurasburg
- Brunnen zu Merching
- Burgadelzhausen zu Adelzhausen
- Burgstall zu Ried

### D
- Dasing
- Derching zu Friedberg
- Dickelsmoor zu Friedberg
- Dieß zu Pöttmes
- Dießmühle zu Pöttmes
- Dürnberg zu Baar

### E
- Ebenried zu Pöttmes
- Echsheim zu Pöttmes
- Ecknach zu Aichach
- Edenhausen zu Aindling
- Edenried zu Aichach
- Eiselsried zu Pöttmes
- Eisingersdorf zu Aindling
- Eismannsberg zu Ried
- Eitershofen zu Aichach
- Eresried zu Steindorf
- Eurasburg

### F
- Frankenzell zu Schiltberg
- Frechholzhausen zu Affing
- Freienried zu Eurasburg
- Friedberg
- Froschham zu Aichach

### G
- Gagers zu Friedberg
- Gallenbach zu Aichach
- Gamling zu Rehling
- Gansbach zu Aichach
- Ganswies zu Eurasburg
- Gaulzhofen zu Aindling
- Gebenhofen zu Affing
- Gebersdorf zu Petersdorf
- Glon zu Ried
- Gollenhof zu Sielenbach
- Griesbachmühle zu Friedberg
- Griesbeckerzell zu Aichach
- Grimolzhausen zu Pöttmes
- Großhausen zu Kühbach
- Gumppenberg zu Pöttmes
- Gundelsdorf zu Pöttmes
- Gundertshausen zu Schiltberg

### H
- Habermühl zu Eurasburg
- Haberskirch zu Friedberg
- Handzell zu Pöttmes
- Harthausen zu Friedberg
- Harthof zu Mering
- Haslangkreit zu Kühbach
- Haunsried zu Adelzhausen
- Haunswies zu Affing
- Hausen zu Aindling
- Hausen b.Hofhegnenberg zu Steindorf
- Heilbach zu Sielenbach
- Heimat zu Dasing
- Heimatshausen zu Friedberg
- Heimpersdorf zu Baar
- Heretshausen zu Adelzhausen
- Hergertswiesen Eurasburg
- Hiesling zu Aichach
- Hinterholz zu Dasing
- Hinterholz, zu Eurasburg
- Hirschbach zu Hollenbach
- Hochdorf zu Merching
- Höfarten zu Schiltberg
- Hofgarten zu Aichach
- Hofhegnenberg zu Steindorf
- Hohenried zu Petersdorf
- Hohleneich zu Dasing
- Hollenbach
- Holzburg zu Ried
- Holzgrub zu Sielenbach
- Holzhausen zu Schiltberg
- Hörmannsberg zu Ried
- Hügelshart zu Friedberg

### I
- Igenhausen zu Hollenbach
- Iglbach zu Affing
- Immendorf zu Pöttmes
- Inchenhofen
- Indersdorf zu Petersdorf
- Ingstetten zu Inchenhofen
- Ippertshausen zu Aichach
- Irschenhofen zu Adelzhausen

### K
- Kagering zu Rehling
- Kalteneck zu Eurasburg
- Katzenthal zu Affing
- Kemnat zu Schiltberg
- Kissing
- Klingen zu Aichach
- Knottenried zu Aichach
- Koppenzell zu Pöttmes
- Kreit zu Dasing
- Kühbach
- Kühnhausen zu Pöttmes
- Kühnhausen zu Schiltberg

### L
- Laimering zu Dasing
- Landmannsdorf zu Adelzhausen
- Latzenhausen zu Dasing
- Lechaumühle zu Schmiechen
- Lechlingszell zu Baar
- Lindl zu Dasing

### M
- Maiermühle zu Pöttmes
- Mainbach zu Hollenbach
- Malzhausen zu Dasing
- Mandlach zu Pöttmes
- Mangelsdorf zu Kühbach
- Mariazell zu Ried
- Matzenberg zu Aichach
- Merching
- Mergenthau zu Kissing
- Mering
- Meringerzell zu Mering
- Metzenried zu Schiltberg
- Michelau zu Adelzhausen
- Miedering zu Affing
- Mittelham zu Kühbach
- Mooshaus zu Ried
- Morabach zu Sielenbach
- Motzenhofen zu Hollenbach
- Mühlhausen zu Affing

### N
- Neßlach zu Aindling
- Neuhausen zu Aichach
- Neulwirth zu Dasing
- Neumühle zu Aichach
- Neumühle zu Pöttmes
- Nisselsbach zu Aichach

### O
- Oberach zu Rehling
- Oberbaar zu Baar
- Oberbachern zu Inchenhofen
- Oberbernbach zu Aichach
- Obergriesbach
- Oberhaslach zu Sielenbach
- Obermauerbach zu Aichach
- Obermühle zu Pöttmes
- Oberneul zu Aichach
- Oberperlmühle zu Baar
- Oberschneitbach zu Aichach
- Oberschönbach zu Kühbach
- Oberwittelsbach zu Aichach
- Oberzell zu Dasing
- Oedmühle zu Kühbach
- Osterzhausen zu Pöttmes
- Ottmaring zu Friedberg
- Ottomühl zu Kissing
- Ottoried zu Friedberg

### P
- Paar zu Friedberg
- Paar zu Kühbach
- Pertenau zu Pöttmes
- Petersdorf
- Pfaffenzell zu Affing
- Pfandlaich zu Eurasburg
- Pichl zu Aindling
- Plankmühle zu Schmiechen
- Pöttmes
- Pranst zu Schiltberg
- Putzmühle zu Steindorf

### R
- Radersdorf zu Kühbach
- Radersdorf zu Kühbach
- Raderstetten zu Sielenbach
- Rapperzell zu Schiltberg
- Rederzhausen zu Friedberg
- Rehling
- Rehrosbach zu Eurasburg
- Reicherstein zu Pöttmes
- Reifersbrunn zu Mering
- Reifersdorf zu Inchenhofen
- Rettenbach zu Kühbach
- Rettenbach zu Ried
- Rettenberg zu Friedberg
- Ried zu Inchenhofen
- Ried
- Rieden zu Dasing
- Riedhof zu Ried
- Rinnenthal zu Friedberg
- Röckerszell zu Aichach
- Rohrbach zu Friedberg
- Rohrbach zu Rehling
- Ruppertszell zu Schiltberg

### S
- Sägmühle zu Rehling
- Sainbach zu Inchenhofen
- Sand zu Todtenweis
- Sankt Afra zu Mering
- Sankt Franziskus zu Dasing
- Sankt Georg zu Hollenbach
- Sankt Jodok zu Affing
- Sankt Othmar zu Pöttmes
- Sankt Stephan zu Rehling
- Schafhausen zu Sielenbach
- Scherneck zu Rehling
- Schiltberg
- Schmiechen
- Schnellmannskreuth zu Pöttmes
- Schönau zu Inchenhofen
- Schönbach zu Hollenbach
- Schönberg zu Sielenbach
- Schönleiten zu Petersdorf
- Schorn zu Pöttmes
- Sedlbrunn zu Pöttmes
- Sedlhof zu Kühbach
- Siegersberg zu Pöttmes
- Sielenbach
- Sirchenried zu Ried
- Stätzling zu Friedberg
- Steinach b.Mering zu Merching
- Steindorf
- Stockensau zu Kühbach
- Stotzard zu Aindling
- Stuben zu Pöttmes
- Sulzbach zu Aichach

### T
- Taiting zu Dasing
- Tattenhausen zu Dasing
- Taxberg zu Inchenhofen
- Thalhof zu Schiltberg
- Tödtenried zu Sielenbach
- Todtenweis
- Tränkmühle zu Aichach
- Tremmel zu Adelzhausen

### U
- Unterach zu Rehling
- Unterbaar zu Baar
- Unterbachern zu Inchenhofen
- Unterbergen zu Schmiechen
- Unterbernbach zu Kühbach
- Untergriesbach zu Aichach
- Unterhaslach zu Sielenbach
- Untermauerbach zu Aichach
- Untermühle zu Aichach
- Unterneul zu Aichach
- Unterperlmühle zu Baar
- Unterschneitbach zu Aichach
- Unterschönbach zu Kühbach
- Unterschröttenloh zu Sielenbach
- Unterwittelsbach zu Aichach
- Unterzell zu Dasing

### W
- Wagesenberg zu Pöttmes
- Walchshofen zu Aichach
- Weichenberg zu Aindling
- Weidach zu Obergriesbach
- Weinsbach zu Adelzhausen
- Wessiszell zu Dasing
- Wiesenbach zu Pöttmes
- Wiffertshausen zu Friedberg
- Willprechtszell zu Petersdorf
- Wilpersberg zu Aichach
- Winden zu Kühbach
- Windten zu Aichach
- Wittenberg zu Friedberg
- Wöresbach zu Aichach
- Wulfertshausen zu Friedberg
- Wundersdorf zu Schiltberg

### Z
- Zahling zu Obergriesbach
- Zieglbach zu Dasing
- Zillenberg zu Ried